# 天福 (日本)
天福（1233年4月15日至1234年11月5日）是日本的年號之一。這個時代的天皇是四條天皇，由後堀河上皇實施院政。鎌倉幕府征夷大將軍為藤原賴經、執權為北條泰時。

## 改元
- 貞永二年四月十五日（1233年5月25日）改元天福
- 天福二年十一月五日（1234年11月27日）改元文曆

## 出處
《書經·湯誥》：「天道，福善禍淫，降災于夏，以彰厥罪。」

## 紀年、西曆、干支對照表
| 天福       | 元年   | 二年   |
| 儒略曆日期 | 1233年 | 1234年 |
| 干支       | 癸巳   | 甲午   |